# Lucifer od Cagliarija
Lucifer iz Cagliarija ili Lucifer Kalaritan (latinski Lucifer Calaritanus), talijanski Lucifero Calaritano) ? - 20. svibnja 370./371.) bio je kršćanski biskup Cagliarija u Sardiniji poznat po svom strastvenom opiranju arijanstvu. Zbog svojih je stavova došao u sukob s arijanskim carem Konstancijem II., ali i izjavljivao da je spreman postati mučenik. Kasnije je proglašen svecem, iako je to proglašenje izazvalo određene kontroverze, s obzirom na to da se izvori na njega i sljedbenike luciferijance u tekstovima svetog Jeronima ponekad tumače tako da je bio ekskomuniciran kao heretik. 

## Vanjske poveznice
- San Lucifero
- Opera Omnia CSEL 1886 from Google Books
- Opera Omnia Migne 1845 from Google Books
- Works in Latin at Migne
- List of the writings of Lucifer in English
- Catholic Encyclopedia, "Lucifer of Cagliari"